# Kościół św. Bartłomieja w Nootdorpie

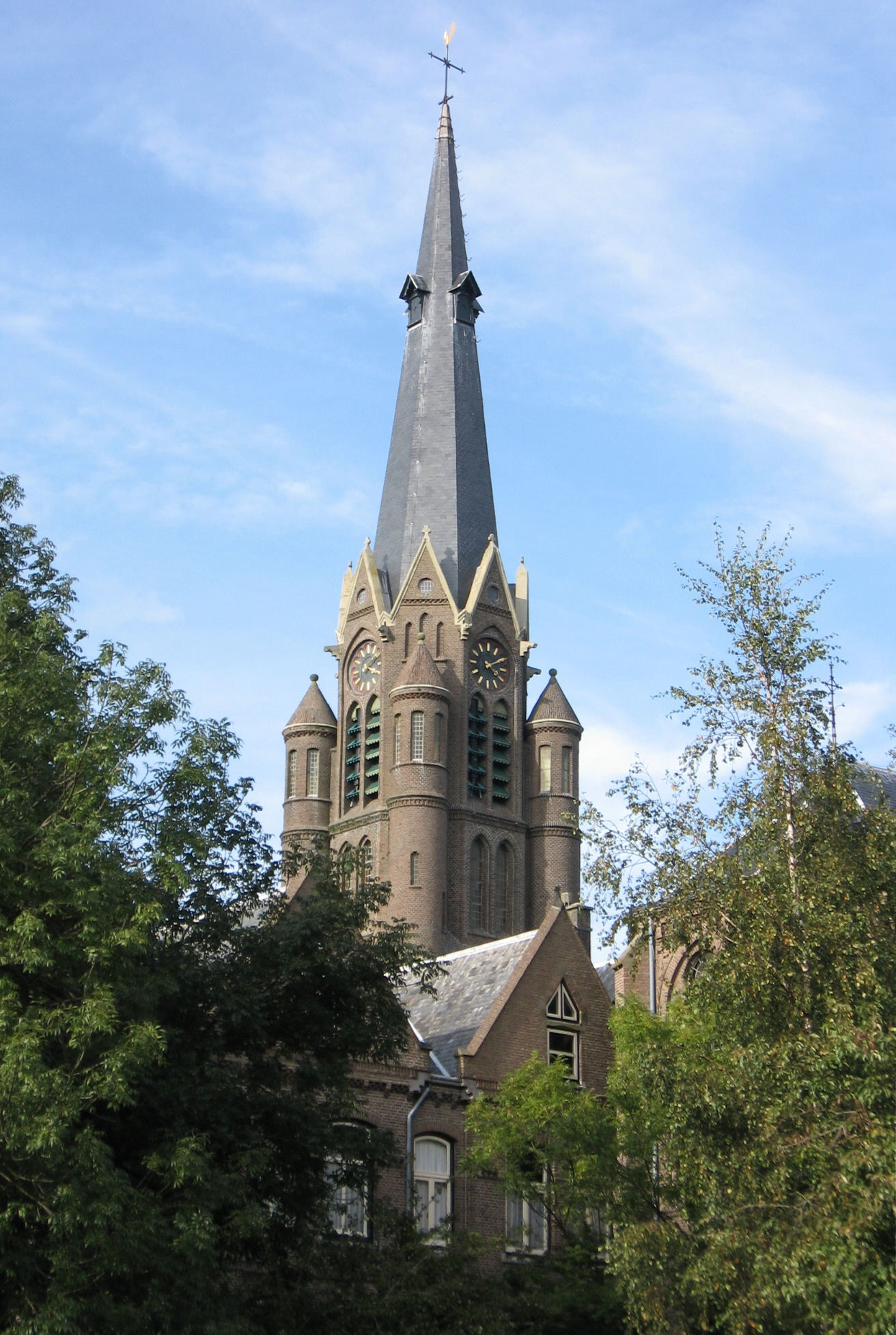
Kościół św. Bartłomieja widziany od tyłu.

Kościół św. Bartłomieja (niderl. De Sint-Bartholomeüskerk) − należący do parafii rzymskokatolickiej XIX-wieczny kościół, który znajduje się w miejscowości Nootdorp w prowincji Holandia Południowa.
Architektem świątyni a także prezbiterium nieopodal jest Evert Margry. Był to wówczas jeden z jego pierwszych projektów a inspirowany wczesnym francuskim gotykiem.
Władze kościoła Św. Bartłomieja zdecydowały w 1996 roku o napisaniu i wydaniu książki na temat historii świątyni. Zbiegło się to ze 125. rocznicą powstania tego kościoła. Książka została napisana przez R.J. Labordusa i M.A.P. Verwijmerena.